# 芝大神宮

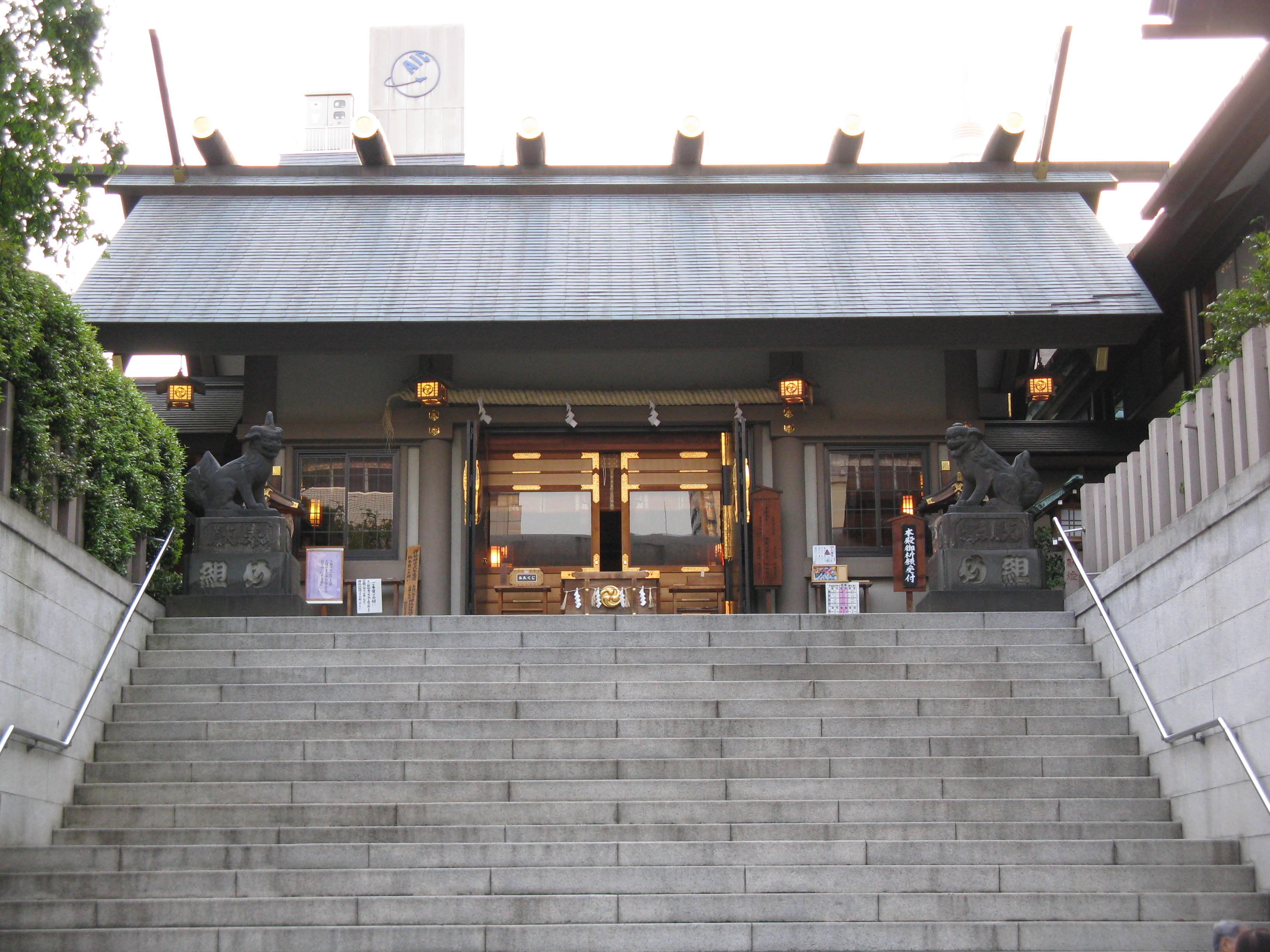
芝大神宮

芝大神宮（日语：しばだいじんぐう）是位於日本東京都港區芝大門一丁目的一座神社。芝大神宮是東京十社之一，舊社格是府社。芝大神宮舊名「芝神明社」或「飯倉神明宮」，是關東地方伊勢信仰的中心。1872年10月2日，神社改為現在的名稱。現在神社的本殿是重建於1947年至1964年之間的建築。

## 外部連結
- 芝大神宮 （页面存档备份，存于）（神社公式）
- 芝大神宮のだらだら祭り（柏書房）